# Sups (Adiguesia)
Sups (del ruso: Супс) es un pueblo (posiólok) del raión de Tajtamukái en la república de Adiguesia de Rusia. Está situado 4 km al oeste de Tajtamukái y 98 km al noroeste de Maikop, la capital de la república. Tenía 70 habitantes en 2010.
Pertenece al municipio de Tajtamukái.